# قرة بلاغ (كاغذكنان)
قرة بلاغ هي قرية في مقاطعة ميانة، إيران. عدد سكان هذه القرية هو 471 في سنة 2006.